# Korompai Attila
Korompai Attila (Budapest, 1944. április 23. –) magyar geográfus, közgazdász, egyetemi docens. A közgazdaságtudományok kandidátusa (1994).

## Életpályája
1963–1968 között az Eötvös Loránd Tudományegyetem Természettudományi Kar biológia-földrajz szakos hallgatója volt. 1968–1969 között a budapesti Kölcsey Ferenc Gimnáziumban középiskolai oktató volt. 1969–1971 között az ÉGSZI tudományos segédmunkatársa volt. 1971-ben doktorált. 1971–1995 között a Marx Károly Közgazdaságtudományi Egyetem tudományos munkatársa volt. 1976-ban három hónapos athéni tanulmányúton tartózkodott. 1992-ben három hónapig, 1999-ben egy hónapig a Göteborgi Egyetemen volt tanulmányúton. 1995–2013 között a Budapesti Corvinus Egyetem egyetemi docense volt. 1996–1997 között a Közgazdaságtudományi Kar Akkreditációs Bizottság koordinátora és szerkesztője volt. 1997–2009 között a Gazdaságföldrajz Tanszék tanszékvezetője volt. 1998-ban Londonban volt egy hónapig tanulmányúton. 2013-ban nyugdíjba vonult.
Kutatási területe a kohézió perspektívái a regionális és településszerkezetben, a regionális makrorendszerek és térszervezési formák, a területi stratégiák jövőkutatási megalapozása, valamint új irányzatok a gazdaság térbeli változásaiban.

## Tagságai
1964-től a Magyar Földrajzi Társaság tagja, 2003-tól választmányi tagja. 1991-től a Regional Studies Association tagja, 1996-tól a magyar tagozat koordinátora. 1995 óta a Magyar Tudományos Akadémia Jövőkutatási Bizottságának tagja. 1998-tól a Magyar Tudományos Akadémia Regionális Tudományi Bizottságának tagja. 2002-től a Magyar Regionális Tudományi Társaság elnökségi tagja.

## Művei
- Regionális stratégiák jövőkutatási megalapozása (1995)
- A területi szakképzés irányai - az együttműködés lehetőségei (1998)
- Regional leadership in Central Europe (2009)
- A területi közigazgatás úton az információs társadalom felé (2011)
- Ex-ante evaluation of synergies between territorial challenges and policies of the EU (2011)
- A népesség mint gazdaságföldrajzi tényező (2013)
- Új tendenciák településeink megújulásában (2016)
- Regionális gazdaságtani megfontolások a szárazföldi „Új Selyemút” kezdeményezés kapcsán (2017)
- Az egyetemi oktatás méretgazdaságosságáról pénzügyi megközelítésben a Budapesti Corvinus Egyetem példáján keresztül (2017)
- Supporting the Absorbent National Rural Development Planning by Scenarios (2017)